# Rocket Lake
Comet Lake
Ice Lake Alder Lake
Rocket Lake est le nom de code d'Intel pour ses microprocesseurs Core de 11e génération, fabriqués à partir de la microarchitecture Cypress Cove, une variante de Sunny Cove, destinés aux processeurs pour ordinateurs de bureau et gravés en 14 nm. Les cœurs de Rocket Lake contiennent beaucoup plus de transistors que ceux des processeurs Comet Lake dérivés de Skylake.

## Principales caractéristiques

### CPU
- Microarchitecture Cypress Cove
- Jusqu'à 19 % d'augmentation des IPC[1],[2]
- Deep Learning Boost (en) et instructions AVX-512
- Par rapport à ses prédécesseurs, les extensions de jeu d'instructions SGX sont supprimées

### GPU
- Intel Xe ("Gen12") avec jusqu'à 32 unités d'exécution
- Décodage hardware à fonction fixe pour HEVC 12-bit, 4:2:2/4:4:4; VP9 12-bit 4:4:4 et AV1 8K 10-bit 4:2:0
- DisplayPort 1.4a avec Display Stream Compression ; HDMI 2.0b
- Prise en charge d'un seul écran HDR 8K 12 bits ou de deux écrans 4K HDR 10 bits
- Accélération matérielle Dolby Vision
- Support du Sampler Feedback
- Support du Variable Rate Shading

### Entrées-sorties
- Jusqu'à 20 voies CPU de PCI Express 4.0
- Support de la mémoire DDR4-3200
- USB 3.2 Gen 2×2
- USB4 / Thunderbolt 4 en option lorsqu'il est associé au contrôleur Intel JHL8540 Thunderbolt 4
- DMI 3.0 x8 avec les chipsets Intel série 500

## Liste des processeurs Rocket Lake de11egénération

### Processeurs pour PC de bureau
- Tous les processeurs répertoriés ci-dessous prennent en charge nativement la DDR4-3200.
- Tous les processeurs prennent en charge jusqu'à 128 Go de RAM à double canal.
- Les Core i9 (excepté le 11900T) supportent la technologie Intel Thermal Velocity Boost.

| Marque de processeur | Modèle  | Cœurs (threads) | Fréquence d'horloge (GHz) | Fréquence d'horloge (GHz) | Fréquence d'horloge (GHz) | Fréquence d'horloge (GHz) | GPU     | GPU                      | Cache L3 (Mo) | TDP (W) | Prix (USD) |
| Marque de processeur | Modèle  | Cœurs (threads) | Base                      | Cœurs en Turbo            | Turbo Boost 2.0           | Turbo Max 3.0             | Modèle  | Fréq. horloge max. (GHz) | Cache L3 (Mo) | TDP (W) | Prix (USD) |
| -------------------- | ------- | --------------- | ------------------------- | ------------------------- | ------------------------- | ------------------------- | ------- | ------------------------ | ------------- | ------- | ---------- |
| Core i9              | 11900K  | 8 (16)          | 3.5                       | 4.8                       | 5.1                       | 5.2                       | UHD 750 | 1.3                      | 16            | 125     | $539       |
| Core i9              | 11900KF | 8 (16)          | 3.5                       | 4.8                       | 5.1                       | 5.2                       | -       | -                        | 16            | 125     | $513       |
| Core i9              | 11900   | 8 (16)          | 2.5                       | 4.7                       | 5.0                       | 5.1                       | UHD 750 | 1.3                      | 16            | 65      | $439       |
| Core i9              | 11900F  | 8 (16)          | 2.5                       | 4.7                       | 5.0                       | 5.1                       | -       | -                        | 16            | 65      | $422       |
| Core i9              | 11900T  | 8 (16)          | 1.5                       | 3.7                       | 4.8                       | 4.9                       | UHD 750 | 1.3                      | 16            | 35      | $439       |
| Core i7              | 11700K  | 8 (16)          | 3.6                       | 4.6                       | 4.9                       | 5.0                       | UHD 750 | 1.3                      | 16            | 125     | $399       |
| Core i7              | 11700KF | 8 (16)          | 3.6                       | 4.6                       | 4.9                       | 5.0                       | -       | -                        | 16            | 125     | $374       |
| Core i7              | 11700   | 8 (16)          | 2.5                       | 4.4                       | 4.8                       | 4.9                       | UHD 750 | 1.3                      | 16            | 65      | $323       |
| Core i7              | 11700F  | 8 (16)          | 2.5                       | 4.4                       | 4.8                       | 4.9                       | -       | -                        | 16            | 65      | $298       |
| Core i7              | 11700T  | 8 (16)          | 1.4                       | 3.6                       | 4.5                       | 4.6                       | UHD 750 | 1.3                      | 16            | 35      | $323       |
| Core i5              | 11600K  | 6 (12)          | 3.9                       | 4.6                       | 4.9                       | NC                        | UHD 750 | 1.3                      | 12            | 125     | $262       |
| Core i5              | 11600KF | 6 (12)          | 3.9                       | 4.6                       | 4.9                       | NC                        | -       | -                        | 12            | 125     | $237       |
| Core i5              | 11600   | 6 (12)          | 2.8                       | 4.3                       | 4.8                       | NC                        | UHD 750 | 1.3                      | 12            | 65      | $213       |
| Core i5              | 11600T  | 6 (12)          | 1.7                       | 3.5                       | 4.1                       | NC                        | UHD 750 | 1.3                      | 12            | 35      | $213       |
| Core i5              | 11500   | 6 (12)          | 2.7                       | 4.2                       | 4.6                       | NC                        | UHD 750 | 1.3                      | 12            | 65      | $192       |
| Core i5              | 11500T  | 6 (12)          | 1.5                       | 3.4                       | 3.9                       | NC                        | UHD 750 | 1.2                      | 12            | 35      | $192       |
| Core i5              | 11400   | 6 (12)          | 2.6                       | 4.2                       | 4.4                       | NC                        | UHD 730 | 1.3                      | 12            | 65      | $182       |
| Core i5              | 11400F  | 6 (12)          | 2.6                       | 4.2                       | 4.4                       | NC                        | -       | -                        | 12            | 65      | $157       |
| Core i5              | 11400T  | 6 (12)          | 1.3                       | 3.3                       | 3.7                       | NC                        | UHD 730 | 1.2                      | 12            | 35      | $182       |

### Processeurs pour station de travail
- Ils supportent la mémoire à code correcteur d'erreurs et requièrent un chipset W480 ou W580.
- Support jusqu'à 128 Go de RAM DDR4-3200 en double canal.

| Marque de processeur | Modèle | Cœurs (threads) | Fréquence d'horloge (GHz) | Fréquence d'horloge (GHz) | GPU      | GPU                      | Cache L3 (Mo) | TDP (W) | Prix (USD) |
| Marque de processeur | Modèle | Cœurs (threads) | Base                      | Turbo Max 3.0             | Modèle   | Fréq. horloge max. (GHz) | Cache L3 (Mo) | TDP (W) | Prix (USD) |
| -------------------- | ------ | --------------- | ------------------------- | ------------------------- | -------- | ------------------------ | ------------- | ------- | ---------- |
| Xeon W               | 1390P  | 8 (16)          | 3.5                       | 5.3                       | UHD P750 | 1.3                      | 16            | 125     | $539       |
| Xeon W               | 1390   | 8 (16)          | 2.8                       | 5.2                       | UHD P750 | 1.3                      | 16            | 80      | $494       |
| Xeon W               | 1390T  | 8 (16)          | 1.5                       | 4.9                       | UHD P750 | 1.3                      | 16            | 35      | $494       |
| Xeon W               | 1370P  | 8 (16)          | 3.6                       | 5.2                       | UHD P750 | 1.3                      | 16            | 125     | $428       |
| Xeon W               | 1370   | 8 (16)          | 2.9                       | 5.1                       | UHD P750 | 1.3                      | 16            | 80      | $362       |
| Xeon W               | 1350P  | 6 (12)          | 4.0                       | 5.1                       | UHD P750 | 1.3                      | 12            | 125     | $311       |
| Xeon W               | 1350   | 6 (12)          | 3.3                       | 5.0                       | UHD P750 | 1.3                      | 12            | 80      | $255       |

### Processeurs pour serveur
- Ils supportent la mémoire à code correcteur d'erreurs et requièrent un chipset Intel C252 ou C256.
- Support jusqu'à 128 Go de RAM DDR4-3200 en double canal.

| Marque de processeur | Modèle | Cœurs (threads) | Fréquence d'horloge de base | Fréquence max. Turbo Boost 2.0 | GPU      | Fréquence d'horloge max. du GPU | Cache L3 | TDP  | Prix (USD) |
| -------------------- | ------ | --------------- | --------------------------- | ------------------------------ | -------- | ------------------------------- | -------- | ---- | ---------- |
| Xeon E               | 2388G  | 8 (16)          | 3.2 GHz                     | 5.1 GHz                        | UHD P750 | 1.3 GHz                         | 16 MB    | 95 W | $539       |
| Xeon E               | 2378G  | 8 (16)          | 2.8 GHz                     | 5.1 GHz                        | UHD P750 | 1.3 GHz                         | 16 MB    | 80 W | $494       |
| Xeon E               | 2378   | 8 (16)          | 2.6 GHz                     | 4.8 GHz                        | -        | -                               | 16 MB    | 65 W | $362       |
| Xeon E               | 2386G  | 6 (12)          | 3.5 GHz                     | 5.1 GHz                        | UHD P750 | 1.3 GHz                         | 12 MB    | 95 W | $450       |
| Xeon E               | 2356G  | 6 (12)          | 3.2 GHz                     | 5.0 GHz                        | UHD P750 | 1.3 GHz                         | 12 MB    | 80 W | $311       |
| Xeon E               | 2336   | 6 (12)          | 2.9 GHz                     | 4.8 GHz                        | -        | -                               | 12 MB    | 65 W | $284       |
| Xeon E               | 2374G  | 4 (8)           | 3.7 GHz                     | 5.0 GHz                        | UHD P750 | 1.3 GHz                         | 8 MB     | 80 W | $334       |
| Xeon E               | 2334   | 4 (8)           | 3.4 GHz                     | 4.8 GHz                        | -        | -                               | 8 MB     | 65 W | $250       |
| Xeon E               | 2324G  | 4 (4)           | 3.1 GHz                     | 4.6 GHz                        | UHD P750 | 1.3 GHz                         | 8 MB     | 65 W | $209       |
| Xeon E               | 2314   | 4 (4)           | 2.8 GHz                     | 4.5 GHz                        | -        | -                               | 8 MB     | 65 W | $182       |